# Caapucú
Caapucú è un centro abitato del Paraguay; è situato nel dipartimento di Paraguarí, di cui forma uno dei 17 distretti.

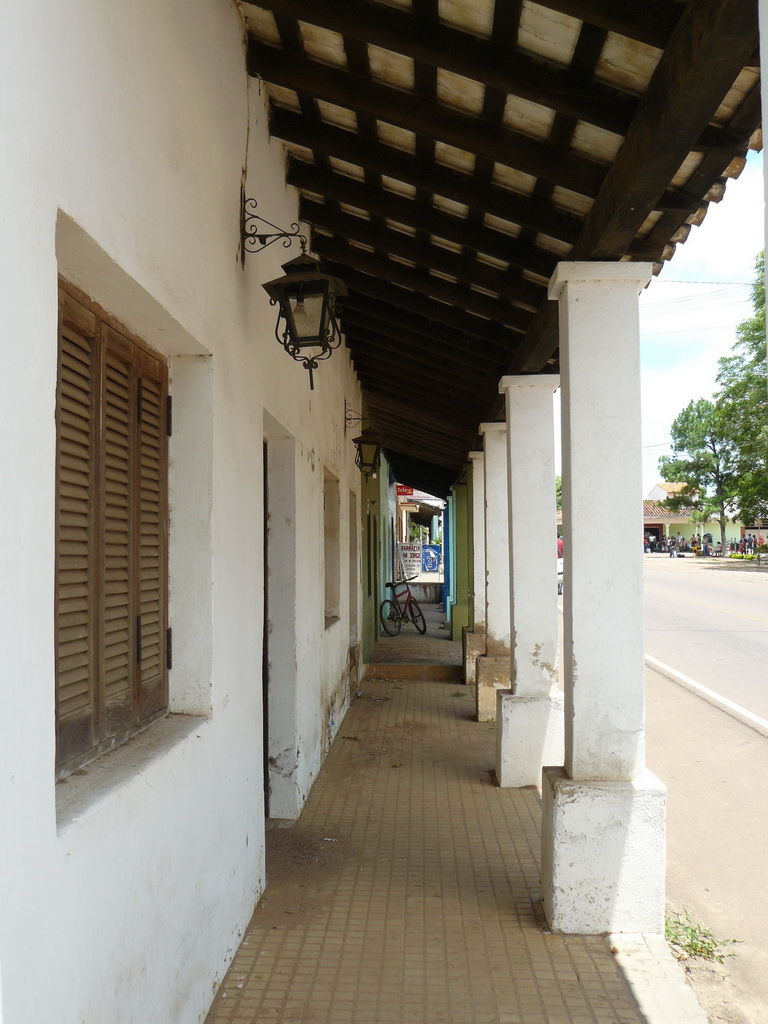
Portico di una casa antica di Caapucú

## Popolazione
Al censimento del 2002 la località contava una popolazione urbana di 2.296 abitanti (7.249 nel distretto).

## Origine del nome
L'etimologia del nome deriva dai termini guaraní ca'a (“bosco”) e pucu (“lungo”, “esteso”).

## Caratteristiche
Fondata nel 1787, Caapucú si trova a 140 km dalla capitale del paese, Asunción. Le principali attività economiche sono l'allevamento e, in misura minore, l'agricoltura.